# 番場パーキングエリア
番場パーキングエリア（ばんばパーキングエリア）は、かつて滋賀県坂田郡米原町三吉（現在の滋賀県米原市三吉）にあった、名神高速道路の西宮インターチェンジ (IC) 方面の下り線側にのみ存在したパーキングエリア (PA) である。

## 概要
現在の米原ジャンクション (JCT) 付近に名神高速道路の開通とともに設置され、伊吹PA（当時は上り線側のみ）から6.8キロメートル、米原バスストップから2.0キロメートル、彦根ICから7.5キロメートルの位置にあった。
米原JCTの建設工事に伴い、番場PA付近の本線を南に迂回させる仮設迂回路（延長約900メートル）を設置するために廃止された。
当時の当施設は、名神高速道路の下り線上に存在した上石津PAおよび設置当時の伊吹PAと同等のきわめて小規模な施設であった。PAはその後の工事で撤去され遺構は存在しない。
番場PAの廃止後、当時上り線側のみだった伊吹PAに下り線設備が設置された。
現在の米原JCTの名神高速道路下り線流入路合流部付近の左手がPA跡地である。

## 存在した施設
- 駐車場
  - 大型 2台
  - 小型 5台

## 隣（廃止時点）
名神高速道路
(27)関ヶ原IC - 伊吹PA - 米原BS - 番場PA - (28)彦根IC
※米原JCTは、番場PA廃止後の建設のため、番場PAがあった当時は存在しない。